# Aswa
Aswa (biał. Асва) – białoruskojęzyczne czasopismo humorystyczno-satyryczne ukazujące się legalnie w Wilnie od 25 marca do 25 sierpnia 1934 roku. Redagował i wydawał je student Uniwersytetu im. Stefana Batorego P. Radziuk na polecenie Komitetu Centralnego nielegalnej w Polsce Komunistycznej Partii Zachodniej Białorusi (KPZB). Periodyk stanowił nieoficjalny organ partii. 
Czasopismo kontynuowało tradycję zamkniętego wcześniej przez polskie władze białoruskojęzycznego czasopisma „Małanka” oraz gazet „Biełaruskaja Hazieta” i „Litaraturnaja Staronka”. Na jego łamach wyrażane były poglądy radykalnie nastawionej części białoruskiej mniejszości narodowej w Polsce, przede wszystkim nizin społecznych, identyfikującej się z postulatami inteligencji i młodzieży związanej z KPZB. Jako swój cel deklarowało „pogłębienie społecznej i narodowej świadomości mas pracujących”. Poruszało problemy kryzysu gospodarczego lat 30., zubożenia wsi, komentowało kwestie polityki wewnętrznej i zagranicznej. Wyrażało sprzeciw wobec rozwoju narodowego socjalizmu w Niemczech i „polskiego szowinizmu”. Krytycznie odnosiło się do polityki rolnej polskiego rządu, przede wszystkim do chutoryzacji i „fetyszyzacji” kultury rolnej jako panaceum na wszystkie problemy wsi. Wchodziło w polemikę z częścią polskiej prasy. Przeważającą formą obecną na łamach pisma była satyra (np. rysunki o takim charakterze), ale ukazywały się także: publicystyka obywatelska, wiersze, deklaracje w formie wierszowanej i prozą, grupowe pisma robotników. Z czasopismem współpracowała grupa młodych pisarzy związanych ideologicznie z lewicowym ruchem robotniczym i wiejską biedotą (m.in. Mikoła Zasim).
Ogółem ukazało się 6 numerów. Po ostatnim wydaniu pismo zostało zabronione przez polskie władze, a jego twórca skazany na 6 lat więzienia.

## Oceny
Zdaniem dr Małgorzaty Moroz, „Aswa” nie była czasopismem reprezentatywnym dla białoruskojęzycznej prasy w II Rzeczypospolitej; stanowiła raczej jej margines.